# Morso profondo
Il morso profondo è una malformazione dei denti. Questa anomalia si sviluppa specialmente in età adolescenziale e comprende nel portare i denti superiori più avanti dei denti inferiori.

## Sintomi e cure
Nell'adolescenza non si nota alcun sintomo. I sintomi più gravi possono colpire in età adulta, quando è possibile sentire i denti superiori più avanti di quelli inferiori. L'unica cura adatta può essere solo eseguita durante l'adolescenza, con un apparecchio ortodontico, precisamente per due anni. Pertanto si consiglia di farsi visitare con grande frequenza da un dentista.